# Helena Grabska
Helena Grabska (ur. 1904, zm. 11 kwietnia 1919 we Lwowie) – Orlę Lwowskie.

## Życiorys
Wywodziła się ze starej szlacheckiej rodziny ziemiańskiej herbu Dołęga. Była córką Antoniego i Marii Grabskich, właścicieli majątku Chełmce. Uczyła się w Gimnazjum i Liceum im. Hetmanowej Reginy Żółkiewskiej w Płocku. Szeregowa Ochotniczej Legii Kobiet. Brała udział w ćwiczeniach we władaniu bronią w zawiązanym w Płocku Komitecie Obrony Lwowa. Przewodniczącą tego Komitetu była płocka działaczka społeczna Halina Welamin-Rutska. Gdy bracia Heleny – Jan i Tadeusz pojechali w zaciągu ochotniczym do obrony Lwowa w listopadzie 1918 podczas wojny polsko-ukraińskiej, opuściła po kryjomu dom rodzinny i udała się za braćmi do Lwowa. Z wielkimi trudnościami z uwagi na wiek (15 lat), uzyskała przyjęcie do oddziału pod komendą Aleksandry Zagórskiej. Uzyskała tam wielkie uznanie za poświęcenie w służbie i odwagę w wykonywaniu obowiązków. Poległa na Dworcu Kolejowym we Lwowie, na posterunku ochronnym. Według jednej wersji poległa od granatu, według drugiej wersji od strzału strzelca wyborowego. Troje rodzeństwa (Helena zmarła od ran 11 kwietnia 1919 we Lwowie w wieku 15 lat, Jan – szeregowy pociągu pancernego 13 poległ 6 marca 1919 w wieku 18 lat w Rawie Ruskiej, Tadeusz – szeregowy 24 pułku piechoty zmarł od ran 28 lutego 1920 w Płocku w wieku 21 lat) poniosło śmierć wskutek działań wojennych. Jerzy – czwarty z rodzeństwa Grabskich –  w  czasie  Bitwy  nad  Bzurą w 1939 r. jako  zastępca  dowódcy  3.  rzutu  mobilizacyjnego  pułku został ranny i  na  skutek  uszkodzenia  układu  nerwowego  chorował  na  stopniowo  pogłębiający  się  paraliż.  Zmarł  w  Szpitalu  Maltańskim  w Warszawie w 1944 r. Pochowany został na Powązkach  Wojskowych.

## Ekshumacja
Mimo że rodzice pragnęli, by ich dzieci Jan, Tadeusz i Helena Grabscy spoczywały razem w jednym miejscu, prezydent Lwowa zdecydowanie sprzeciwiał się wydaniu ciała Heleny. „Dziennik Płocki” z 28 marca 1924 r. opisywał: Prezydent Lwowa nie chciał dać wywieźć ciała Grabskiej z tego miasta, bo wiedział, że to Skarb Polski Niepodległej, aż uległszy – sam szedł za trumną, by ją odprowadzić na dworzec kolejowy. W czerwcu 1924 roku, zwłoki Heleny i Jana, zostały ekshumowane we Lwowie i specjalnym pociągiem przewiezione do Płocka, przy wielkich uroczystościach na stacjach kolejowych po drodze. W Płocku odbył się bardzo uroczysty pogrzeb z trumnami wiezionymi na lawetach artyleryjskich, przy udziale Kompanii Honorowej Wojska Polskiego, wielkim udziale Harcerstwa do którego wszyscy należeli, organizacji niepodległościowych i władz państwowych. Pochowani zostali w grobie rodzinnym na Starym Cmentarzu w Płocku. Grób ten został uznany za Miejsce Pamięci Narodowej.

## Upamiętnienie
Jej imię i nazwisko wraz z zawołaniem herbowym zostało użyte przez łączniczkę batalionu harcerskiego AK Parasol Danutę Kaczyńską, jako pseudonim bojowy w Powstaniu Warszawskim – co świadczy o czci jaką była darzona wśród harcerzy. Zdarzenie to zostało opisane przez historyka Tomasza Strzembosza w wydanej w 1994 r. przez PWN książce Bohaterowie „Kamieni na szaniec” w świetle dokumentów. Dzięki staraniom harcerzy z ZHR rondo przy Dobrzyńskiej w Płocku radni nazwali imieniem rodzeństwa Heleny, Jana i Tadeusza Grabskich.

## Wywód genealogiczny
| 4. Romuald Grabski             |  |                                   |  |  |                   |
|                                |  | 2. Antoni Wincenty Rudolf Grabski |  |  |                   |
| 5. Febronia Dzierzgowska       |  |                                   |  |  |                   |
|                                |  |                                   |  |  | 1. Helena Grabska |
| 6. Marian Józef Jagodziński    |  |                                   |  |  |                   |
|                                |  | 3. Maria Karolina Jagodzińska     |  |  |                   |
| 7. Karolina Zenobia Karniewska |  |                                   |  |  |                   |
|                                |  |                                   |  |  |                   |